# Goegap Nature Reserve
Das Goegap Nature Reserve ist ein Naturschutzgebiet in der südafrikanischen Provinz Northern Cape und liegt 15 km östlich von Springbok. Nach einigen Erweiterungen von 7000 ha ausgehend liegt die aktuelle Größe des geschützten Gebietes bei 16.000 ha.
Der Name „Goegap“ leitet sich vom Namawort für Wasserloch ab. Das Naturschutzgebiet ist Teil der Sukkulentenkaroo mit einer mittleren Niederschlagsmenge von 150 mm je Jahr. Die Temperaturen sind extrem, im Winter Frost und im Sommer über 40 °C.
Das Gebiet umfasst Berge (höchster Berg ist der Carolusberg mit 1345 m) und weite sandige Ebenen. Hauptattraktion ist die Wüstenblüte, die im Frühjahr – genügend Winterregen vorausgesetzt – die Ebenen in ein Blütenmeer verwandelt. Hauptblütezeit ist August und September. Hier wurden bisher rund 600 verschiedene Pflanzenspezies gezählt.
Als Tiere gibt es an großen Spezies Oryx, Klippspringer, Duiker, Hartmann Mountain Zebras. Dazu kommen viele kleinere Säugetierarten, 100 verschiedene Vogelarten einschließlich Strauße, 26 Reptilienarten und drei Amphibienarten.
Es gibt Rundwege für alle PKW und Strecken für 4x4-Fahrzeuge. Im Informationszentrum Hesters Malan Wild Flower Garden gibt es Informationen zu den im Namaqualand vorkommenden Sukkulenten. Hier sind die in der näheren und weiteren Umgebung vorkommenden Sukkulenten wie in einem Garten angepflanzt und mit Namensschildern versehen. Auf dem davorliegenden Parkplatz starten die Wanderwege mit Längen von vier bis zwölf Kilometern.